# 陣内正敬
陣内 正敬（じんのうち まさたか、1954年3月8日 - 2012年12月6日）は、日本の日本語学者。

## 略歴
佐賀県杵島郡北方町（現・武雄市）生まれ。佐賀県立武雄高等学校卒業、1977年九州大学理学部生物学科卒、1982年同大学院博士課程中退（言語学専攻）、九大文学部助手、1985年九州大学教養部助教授、1988年言語文化部助教授を経て、1995年関西学院大学総合政策学部助教授、1997年教授となる。2005年「外来語の社会言語学的研究」で大阪大学博士（文学）。専門は社会言語学。

## 著書
- 『日本語の現在 揺れる言葉の正体を探る』アルク新書 1998
- 『外来語の社会言語学 日本語のグローカルな考え方』世界思想社 2007
- 『地方中核都市方言の行方 九州篇』 (地域語の生態シリーズ)おうふう 1996
- 『北部九州における方言新語研究』九州大学出版会 1996

### 共編著
- 『社会言語学』真田信治,渋谷勝己,杉戸清樹共著 桜楓社、1992
- 『関西方言の広がりとコミュニケーションの行方』友定賢治共編 和泉書院 2005
- 『カタカナ語・略語に強くなる本 耳にするけど、よくわからない!?』中山惠利子共著 PHP研究所 2002
- 『時事外来語で日本理解 大学からの超級カタカナ語』森本郁代, 阿部美恵子, 笹井香,竹口智之共著 関西学院大学出版会 2010
- 『外来語研究の新展開』田中牧郎,相澤正夫共編 おうふう 2012
- 『方言の機能』 (シリーズ方言学) 小林隆, 真田信治,井上史雄,日高貢一郎,大野眞男共著 岩波書店 2007

### 翻訳
- レズリー・ミルロイ『生きたことばをつかまえる言語変異の観察と分析』太田一郎・宮治弘明・松田謙次郎・ダニエル・ロング共訳 松柏社 2000